# Logement van Rotterdam
Het Logement van Rotterdam is een voormalig logement van Rotterdam aan het Plein 4 in Den Haag. Het werd tussen 1739 en 1746 gebouwd en huisvest sinds 1820 achtereenvolgens het Departement van Oorlog, later het ministerie van Defensie.
Rotterdam had vroeg in de 17de eeuw een paar kamers aan de oostkant van het Spui. In 1650 kocht Rotterdam een pand aan het Plein, waar Amsterdam al ruim dertig jaar lang het Logement van Amsterdam had. De eerste jaren verhuurden zij het, onder andere aan de griffier van de Staten-Generaal Nicolaas Ruysch. In 1655 besloot Rotterdam het pand als logement te gebruiken. Het huis had goudleren behang. Bovenaan de gevel staat sinds 1678 het wapen van Rotterdam. Achter het pand was een diepe tuin die uitkwam op de Kalvermarkt. Aan die kant was ook een koetshuis en een paardenstal.
In 1728 werden wat belendende panden bijgekocht. Toen het Logement van Amsterdam een grootse verbouwing begon om enkele gebouwen samen te voegen, keurde Rotterdam in 1739 ook goed een nieuw groot pand te bouwen onder architectuur van Adriaan de Moens. De gevel is vijf ramen breed en heeft een iets verhoogde begane grondverdieping. Het souterrain heeft ramen. Er kwam ook nog een groot gebouw in de tuin. In 1746 was het pand klaar. Op 23 september werd het feestelijk geopend.
Vanaf 1820 werd het department van Oorlog in pand ondergebracht. Tegenwoordig vormt Plein 4, samen met omliggende gebouwen het grotere Plein-Kalvermarkt Complex van het ministerie van Defensie. Het complex verbindt Plein 4 met de defensiegebouwen aan de Kalvermarkt.